# نیژنیایا پوکروفکا
نیژنیایا پوکروفکا (انگلیسی: Nizhnyaya Pokrovka) یک شهرک در بخش کراسنوگفاردیسکی استان بلگورود کشور روسیه است.